# Ajamil
Ajamil település Spanyolországban, La Rioja autonóm közösségben. Ajamil Cabezón de Cameros, Hornillos de Cameros, Laguna de Cameros, Rabanera, San Román de Cameros, Zarzosa, Munilla és Villar del Río községekkel határos. Lakosainak száma 85 fő (2024).

## Népesség
A település népessége az elmúlt években az alábbi módon változott:
| Lakosok száma | 57   | 80   | 72   | 62   | 79   | 72   | 66   | 66   | 68   | 85   |
|               | 2001 | 2004 | 2007 | 2009 | 2012 | 2014 | 2017 | 2019 | 2022 | 2024 |